# Хуангу
Хуангу́ (кит. упр. 皇姑, пиньинь Huánggū) — район городского подчинения города субпровинциального значения Шэньян (КНР).

## История
До XX века это была сельская местность. В начале XX века здесь прошла железная дорога, и в 1907 году была построена железнодорожная станция «Хуангутунь», на которой в 1928 году произошёл Хуангутуньский инцидент. В 1929 году эти земли были включены в территорию Шэньяна.
После образования марионеточного государства Маньчжоу-го эти земли опять были выведены из состава города Шэньян и перешли в подчинение властям уезда Шэньян. Вновь частью территории города они стали с 1938 года. Современный район Хуангу был образован в результате административной реформы 1948 года.

## Административное деление
Район Хуангу делится на 12 уличных комитетов.

## Достопримечательности
- Место обнаружения культуры Синьлэ
- Парк Бэйлин